# Meflah Benaouda
Meflah Benaouda (genannt Aoued; * 7. Mai 1906 in Mascara; † 5. März 1965 in Takhemaret) war ein algerisch-französischer Fußballspieler.

## Karriere

### Jugend in Algerien (vor 1929)
Benaouda wuchs als Angehöriger der einheimischen Bevölkerung im von Frankreich besetzten Algerien auf und begann in seiner Heimat Stadt Mascara beim Ghali Club mit dem Fußballspielen. Der Stürmer gehörte dessen Mannschaft im jungen Erwachsenenalter an, ehe er 1927 zum Hauptstadtklub MC Alger wechselte. Mit diesem stieg er im nachfolgenden Jahr in die dritthöchste Spielklasse auf. Während seines Aufenthalts in der algerischen Hauptstadt musste er überdies seinen Militärdienst verrichten. Der entscheidende Sprung in seiner Laufbahn gelang ihm wenig später, als er den Verantwortlichen des nordfranzösischen Klubs SC Fives auffiel.

### Vorkriegsjahre in Frankreich (1929–1939)
1929 gelang ihm der Wechsel ins französische Mutterland, wo er fortan das Trikot der Bergarbeitermannschaft aus dem zu Lille gehörenden Fives trug. Er gehörte zur Offensive einer Mannschaft, die in der höchsten Amateurliga spielte, bis sie sich 1932 für die neue landesweite Profiliga Division 1 qualifizierte. Somit zählte der damals 26-Jährige zu den Pionieren der neuen obersten Spielklasse und blieb den Nordfranzosen treu, bis er 1934 im Aufsteiger Olympique Alès aus dem Süden des Landes einen neuen Arbeitgeber fand. Mit diesem musste er 1936 den Wiederabstieg hinnehmen, konnte aber durch seinen Wechsel zum Stade Rennes UC in der Erstklassigkeit verbleiben. Wenngleich er in der nachfolgenden Spielzeit 1936/37 acht Tore erzielte, ohne unumstritten gesetzt gewesen zu sein, musste der Spieler mit dem Spitznamen Aoued 1937 den Abstieg miterleben und ging dieses Mal den Weg in die zweite Liga mit. Nachdem der Wiederaufstieg ein Jahr darauf gescheitert war, schloss er sich dem Erstligisten FC Antibes an.

### Kriegsjahre und Rückkehr nach Algerien (1939–1965)
Der Beginn des Zweiten Weltkriegs führte 1939 zur Einstellung des offiziellen Spielbetriebs, doch anders als zahlreiche Teamkollegen konnte Benaouda seine Laufbahn im Rahmen der inoffiziell weitergeführten Austragung fortsetzen. 1940 kehrte er Antibes den Rücken und ging erneut zu Rennes. Mit Rennes schaffte er 1941 den Aufstieg in die weiterhin inoffizielle erste Liga und blieb dem Klub noch bis 1945 treu. Der zu diesem Zeitpunkt bereits 39-Jährige kehrte in seine algerische Heimat zurück und übernahm beim Ghali Club Mascara, bei dem er zu Beginn seiner Karriere schon gespielt hatte, die Rolle eines Spielertrainers. Gleichzeitig war er im Hauptberuf als Sportlehrer tätig. Benaouada war 58 Jahre alt, als er im Frühjahr 1965 nach einem Verwandtenbesuch einen Autounfall hatte und an dessen Folgen starb. Ein Stadion in seiner Heimatstadt Muaskar erhielt zu seinen Ehren den Namen Stade Meflah Aoued.